# Myctophiformes

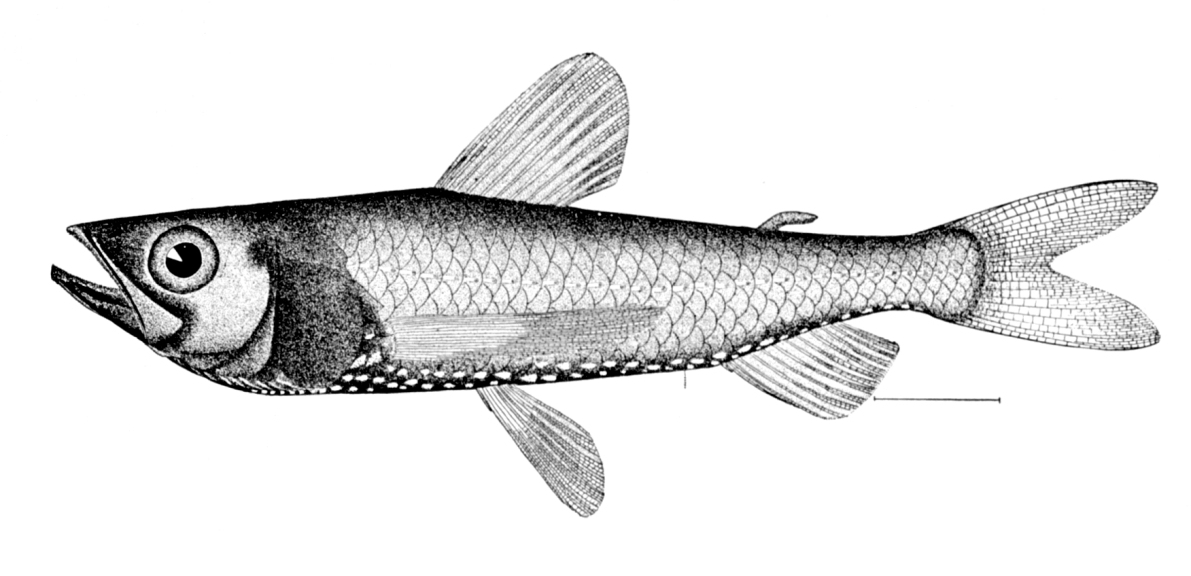
Neoscopelus macrolepidotus - fam. Neoscopelidae

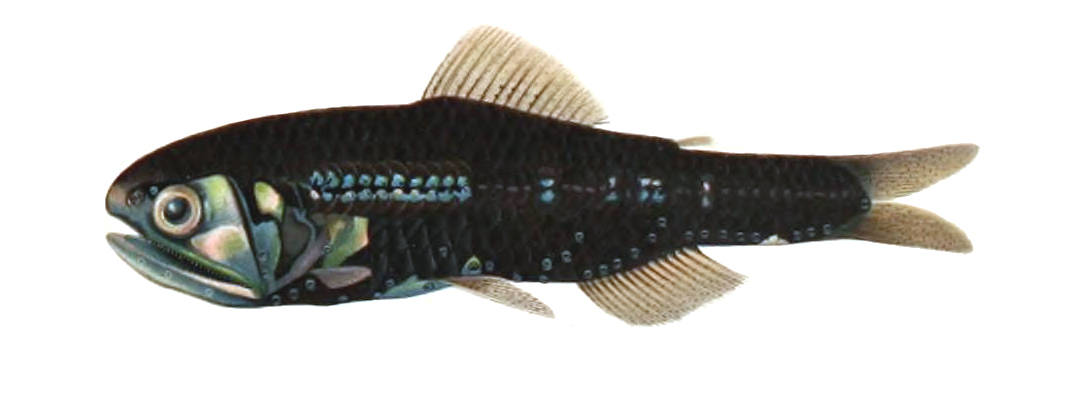
Lobianchia gemellarii - fam. Myctophidae

I Myctophiformes Regan, 1911 sono un ordine di pesci ossei.

## Distribuzione e habitat
Sono diffusi in tutti i mari del pianeta, soprattutto in aree dove l'acqua è molto profonda e quindi lontano dalle coste.
Per la grande maggioranza questi pesci sono batipelagici.

## Descrizione
Si tratta in genere di specie piuttosto piccole con corpo compresso lateralmente, occhi grandi e spesso anche bocca grande. Di solito sono presenti i fotofori (che per molti Myctophidae costituiscono un importantissimo carattere di riconoscimento). È presente la pinna adiposa.

## Biologia
Si tratta di specie planctofaghe nella grande maggioranza dei casi.

## Ecologia
Sono una parte importante delle catene alimentari marine e vengono catturati, ad esempio, da tonni, cetacei e piccoli squali.

## Pesca
Non hanno nessun valore economico.

## Tassonomia
In passato venivano accorpati agli Aulopiformes.

Comprendono due sole famiglie:
- Myctophidae
- Neoscopelidae